# Amblysaphes striatus
Amblysaphes striatus – gatunek chrząszcza z rodziny kózkowatych i podrodziny zgrzypikowych. Jedyny przedstawiciel rodzaju Amblysaphes.

## Zasięg występowania
Ameryka Środkowa, znany z Gwatemali oraz z Kostaryki.